# Thor Hushovd
Thor Hushovd (* 18. ledna 1978, Grimstad) je bývalý norský silniční profesionální cyklista. Je specialista na cílové spurty a časovku. Je první a zatím jediný norský cyklista, který oblékl žlutý trikot vedoucího jezdce závodu Tour de France. V roce 2010 se stal v australském Geelongu mistrem světa v silničním závodě, jako první skandinávský cyklista. V září 2014 ukončil kariéru.

## Dosažené úspěchy
1998
mistr světa  do 23 let v časovce
1. na Paříž - Roubaix do 23 let
2000
7. v časovce na olympijských hrách
2001
vítěz časovky družstev na Tour de France
1.  celkově na Kolem Normandie
vítěz bodovací soutěže
1.  celkově na Kolem Švédska
1.  celkově na Paříž-Corrèze
2002
vítěz 1 etapy Tour de France
vítěz 1 etapy Tour de l'Ain
2003
vítěz 1 etapy Critérium du Dauphiné Libéré
vítěz 1 etapy Vuelta a Castilla y León
2004
mistr  Norska v časovce
mistr  Norska v silničním závodě
vítěz 1 etapy Tour de France
držitel žlutého trikotu ve 2 etapách
vítěz 1 etapy Critérium du Dauphiné Libéré
vítěz  celkově Francouzského poháru v cyklistice
1. na Classic Haribo
1. na Grand Prix de Denain
1. na Tour de Vendée
2005
mistr  Norska v časovce
vítěz 1 etapy Kolem Katalánska
vítěz bodovací soutěže
vítěz  bodovací soutěže na Tour de France
vítěz 2 etap na Vuelta a España
vítěz 1 etapy na Dauphiné de Libéré
3. na Milán – San Remo
2006
vítěz prologu na Tour de France
vítěz 1 etapy na Tour de France
držitel  žlutého trikotu ve 2 etapách
vítěz 1 etapy na Vuelta a España
vítěz  bodovací soutěže
1. na Gent-Wevelgem
vítěz 1 etapy na Dauphiné Libéré
vítěz 1 etapy na Tirreno–Adriatico
vítěz 1 etapy na Kolem Katalánska
vítěz bodovací soutěže
vítěz bodovací soutěže Čtyři dny v Dunkerque
2007
vítěz 1 etapy na Giro d'Italia
vítěz 1 etapy na Tour de France
2008
vítěz prologu na Kolem Katalánska
vítěz 1 etapy na Kolem Katalánska
vítěz bodovací soutěže
vítěz prologu na Paříž–Nice
vítěz  bodovací soutěže
vítěz 1 etapy na Kolem Středozemí
vítěz 1 etapy na Čtyři dny v Dunkerque
vítěz 1 etapy na Tour de France
2009
vítěz 1 etapy na Tour de France
vítěz  bodovací soutěže
držitel  červeného trikotu v jedné etapě
vítěz 1 etapy na Kolem Missouri
vítěz  bodovací soutěže
vítěz 1 etapy na Kolem Kalifornie
1. na Omloop Het Nieuwsblad
vítěz 1 etapy na Kolem Katalánska
vítěz 1 etapy na Kolem Katalánska
1. na Tour Broker Criterium
1. na Intersport Oslo Grand Prix
vítěz 1 etapy na Kolem Poitou Charentes
3. na Paříž - Roubaix
3. na Milán – San Remo
2010
mistr  Norska v silničním závodě
2. na Paříž - Roubaix
vítěz 1 etapy Tour de France
Mistr světa 2010 v silničním závodě (UCI World Championships 2010)